# 栗山かほり
栗山かほり（くりやま かほり、1981年9月2日 - ）は、福岡県福岡市出身の日本の女優。所属事務所はG-ARIA。昭和音楽大学短期大学部（声楽専攻）卒業。
身長156cm、B84cm-W60cm-H88cm、靴のサイズは23cm、体重43kg、血液型はO型。趣味は絵を描くこと、料理。特技は声楽、ダンス、バレエ、絵画、水泳。
かつては栗山かほり（くりやま かほり）の名前で活動していたが、2009年1月に珠木ゆかりに改名した。2021年12月に栗山かほりに再改名。

## 出演

### 映画
- 雨よりせつなく（2005年） - かほり 役
- グッドモーニング
- 間宮兄弟（2006年） - 向かいのマンションの女 役
- 長州ファイブ（2006年） - 君尾 役
- 探偵事務所5 探偵532『7つの顔』
- サイクロプスの涙（2009年） - 主演/杏奈 役

### テレビドラマ
- 愛情イッポン!（2004年 日本テレビ） - 亜紀子 役
- 愛のソレア 第28話（2004年、フジテレビ） - 遠藤ミク 役
- 超星神グランセイザー 第26話（2004年 テレビ東京）
- 火曜サスペンス劇場　警視庁鑑識班18（2005年 日本テレビ） - 青島春香 役
- 愛の劇場 病院へ行こう!（2006年 TBS） -　レギュラー・上野由香 役
- 十津川警部シリーズ37 特急『あずさ』殺人事件（2006年 TBS） - 亜美 役
- 放送禁止5〜しじんのむら（2006年 フジテレビ） - 主役・ハニ子 役
- 美の壺 竹久夢二の世界（2006年 NHK）
- 愛の劇場　結婚式へ行こう!　第8週ゲスト（2006年、TBS） - 萩尾裕美子 役
- 風林火山（2007年、NHK）
- 月曜ゴールデン 浅見光彦シリーズ23 藍色回廊殺人事件（2007年 TBS） - 飛内栞 役
- 麗わしき鬼（2007年 東海テレビ、フジテレビ） - 準レギュラー・桜庭美里 役
- おとなの眼鏡〜ゴ・マル・ニ〜（2007年、千葉テレビ） - 蓮見かの子 役
- 新・警視庁捜査一課9係 第5シリーズ 第6話（2010年 テレビ朝日） - 福本敦子 役
- 蝶々さん（2011年11月19日・26日、NHK） - 花鳥 役
- 水曜ミステリー9 嫌われ監察官 音無一六〜警察内部調査の鬼〜（2013年 テレビ東京） - 木村歩美 役
- だから殺せなかった 第3話（2022年1月24日、WOWOW）

### テレビ番組
- アニメっこMAX（2004年11月-2006年3月、アニマックス） メインキャラクター

### CM
- ロート製薬 アクネージア
- 秋田銀行 モビット
- 北陸電力
- パナソニック FOMA
- ホンダ バモス（2007年）ラモス瑠偉と共演
- NTTドコモ（2007年）

### ラジオ
- 奇跡（NHK-FMシアター） - 薫・公子 一人二役

### web
- サイバー犯罪事件簿2 危険なアクセス

### 舞台
- ROAD〜地雷を踏んだらサヨウナラ〜 - レブァン 役
- ガリレオの目-それでも地球は-[2]

### DVD
- 日本心霊地図1　山梨青木ヶ原樹海「実録心霊シリーズ・私たちは呪われた〜青木ヶ原樹海〜」 - 主役 佐々木真央 役

### 雑誌
- 週刊実話　CM美女に会いたい!
- ベストカー
- デ・ビュー